# Катастрофа C-47 в Хабаровске
Катастрофа C-47 в Хабаровске — авиационная катастрофа пассажирского самолёта Douglas C-47 Skytrain Аэрофлота, произошедшая в пятницу 16 мая 1947 года в Хабаровске, при этом погибли 22 человека.

## Катастрофа
Douglas C-47 с регистрационным номером СССР-Л1048 из Дальневосточного территориального управления гражданского воздушного флота выполнял регулярный пассажирский рейс в Хабаровск, а на его борту находились 17 пассажиров и 5 членов экипажа (командир воздушного судна — Карпов П. Г.). В Хабаровске в это время были сложные погодные условия, которые были хуже метеорологического минимума, аэропорта, то есть последний по правилам должен был быть закрыт. Однако диспетчер разрешил борту Л1048 посадку, а экипаж это разрешение подтвердил. Затем самолёт начал выполнять заход на посадку, но в условиях плохой погоды (вероятно, плохая видимость и (или) турбулентность) он врезался плоскостью крыла в мачту широковещательной радиостанции. Потеряв управление, машина рухнула на землю, полностью разрушилась и сгорела. Все 22 человека в самолёте погибли.